# Buurtpoes Bledder

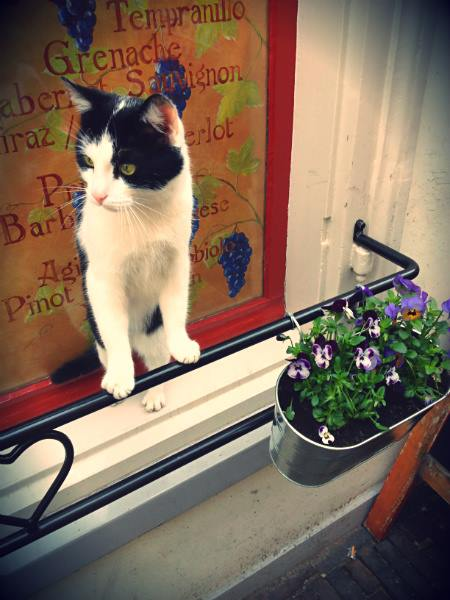
Buurtpoes Bledder, April 2013

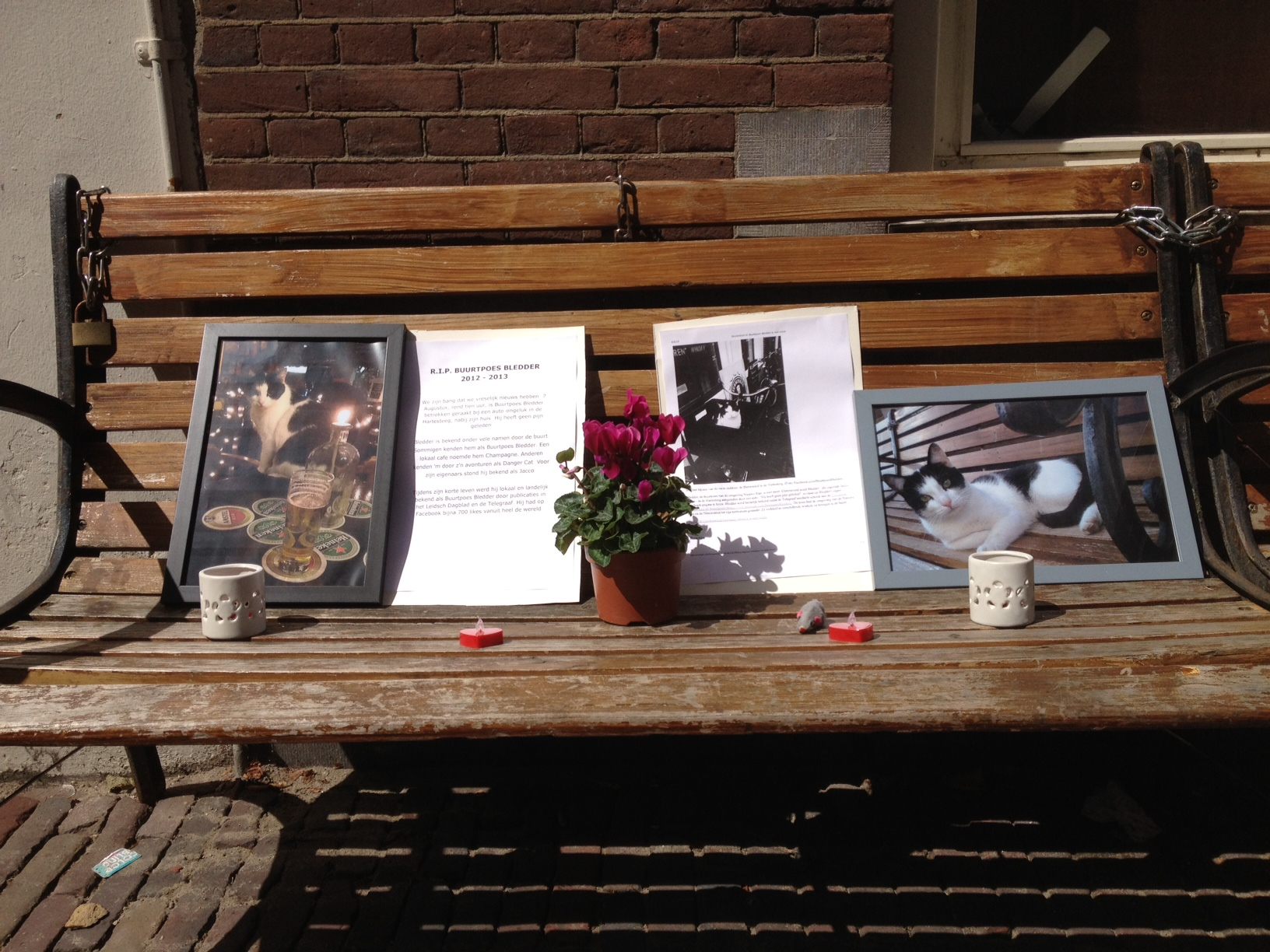
Gedenkplatz für Buurtpoes Bledder in Leiden. (August 2013)

Buurtpoes Bledder (geboren um 2011; gestorben am 7. August 2013) war eine  männliche Hauskatze, die in diversen Geschäften in Leiden ein und aus ging und dort bereits eine lokale Berühmtheit war, bevor sie in den Niederlanden durch zwei Berichte in einer Zeitung und zwei Radioberichte über ihren Tod als Sommerlochtier bekannt wurde. Buurtpoes Bledder wurde am 7. August 2013 von einem Auto überfahren.

## Biografie
Der Kater wurde vermutlich 2011 geboren, kam im Frühling 2012 in ein Studentenhaus in der Hartesteeg nach Leiden und wurde dort Jacco getauft. Nach seiner Eingewöhnung durfte sich der wenig menschenscheue Kater frei in der Nachbarschaft bewegen und begann verschiedene Geschäfte in Nieuwe Rijn, der historischen Innenstadt von Leiden, zu besuchen. Er war gern gesehener Gast im Café Jantje van Leiden, im Jazz-Café De Twee Spieghel, im Bierwinkel Leiden und im Plattenladen Velvet. Da man den Namen des Katers nicht kannte, hatten die Ladenbesitzer diverse Spitznamen für ihn, wie „Danger Cat“, „Chardonnay“ oder „Prinsje“.
Im September 2012 gründete ein Angestellter von Velvet eine Facebookfanseite für ihn und taufte den Kater auf den Namen „Buurtpoes Bledder“. „Buurtpoes“ (IPA: ˈby:rtˌpʊs) ist niederländisch für „Nachbarschaftskatze“, während „bledder“ ein Dialektausdruck aus Leiden ist und verschiedene Bedeutungen wie „Ball“ oder „Glatze“ hat und sich auf die schwarz-weiße Fellfarbe der Katze bezog. Laut De Telegraaf ist die Bedeutung jedoch umstritten; möglicherweise ist der Name eine liebevolle Bezeichnung für ein lästiges Wesen oder einen „Kneipentiger“.
Die Facebook-Seite entwickelte eine Eigendynamik. Dort wurden Anekdoten aus dem Leben von Buurtpoes Bledder gesammelt. Unter anderem musste laut Telegraaf vom 26. Oktober 2012 die Feuerwehr den Kater von einem Hausdach retten, nachdem er bereits  am Vortag mit einem Eishockeyschläger aus der Gracht „gefischt“ worden war. Die Besitzer, 15 männliche Studenten aus der Hartesteeg, erfuhren per Zufall von der Bekanntheit ihres Katers Jacco.
Am 7. August 2013 wurde Buurtpoes Bledder von einem Auto erfasst und getötet. Über seinen Tod wurde in verschiedenen niederländischen Medien berichtet, unter anderem im Leidsch Dagblad, im Telegraaf und auf SBS 6. Vor dem Café Jantje van Leiden wurde ein Gedenkplatz für die Katze eingerichtet. Das Leidsch Dagblad widmete ihr einen Cartoon und erklärte Buurtpoes zum regionalen „Wort des Jahres“.
Nach dem Tod des Katers ist die Zahl der Facebook-Likes von August 2013 bis  September 2015 von 746 auf 1096 gestiegen und bis Januar 2020 auf 977 gesunken.
Am 7. August 2018 wurde über das Gedenken zum fünfjährigen Todestag auf omroepwest.nl berichtet.